# Tarta Linzer

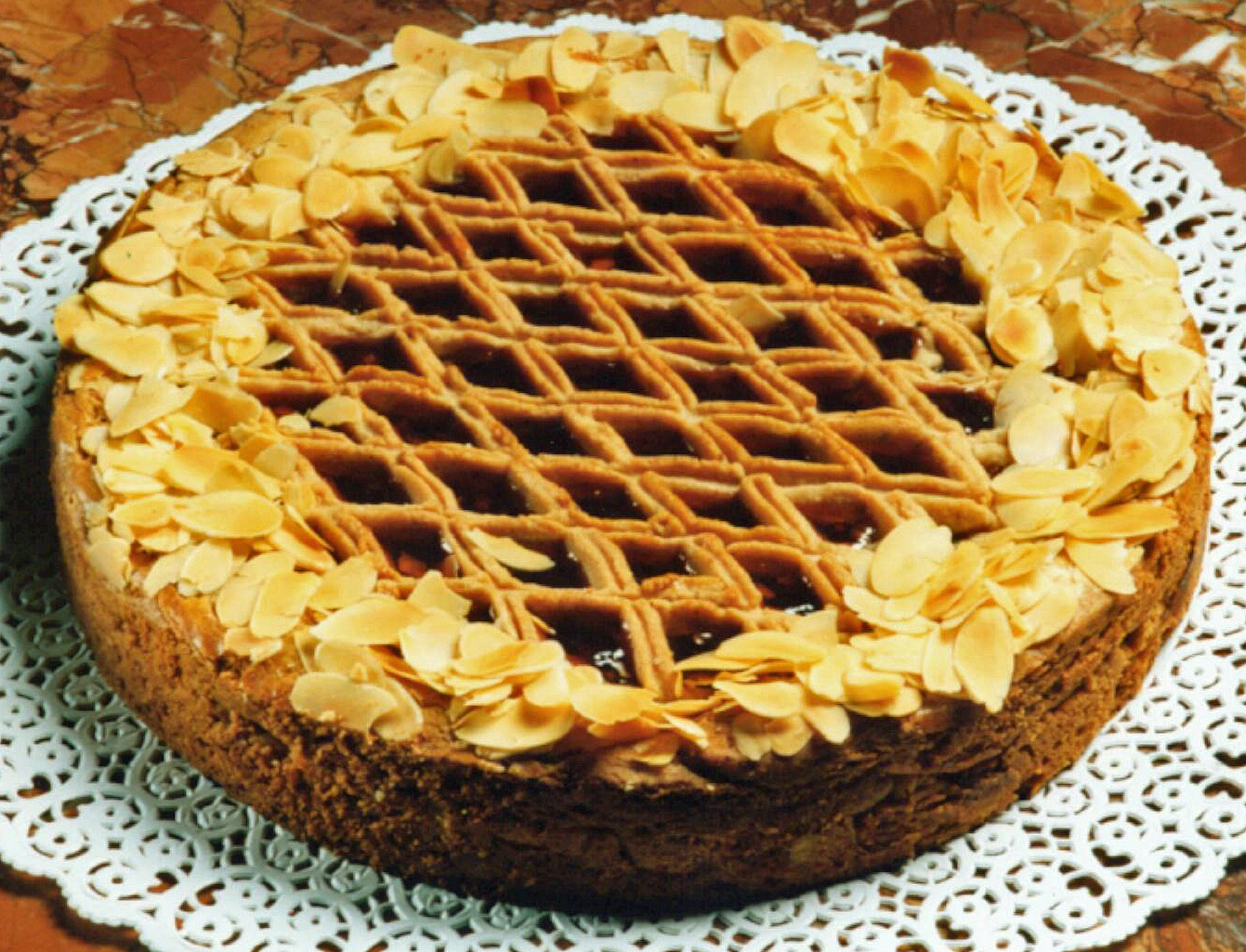
Tarta Linzer.

La tarta Linzer (o Linzertorte) es una tarta austríaca y húngara con una tapa de masa enrejada.
La tarta Linzer emplea una masa muy crujiente hecha con harina, mantequilla sin sal, yema de huevo, ralladura de limón, canela y zumo de limón, y lleva frutos secos molidos, normalmente avellana (pero también pueden emplearse nueces o almendras), cubiertos con un relleno de mermelada de grosella o, alternativamente, de ciruela, frambuesa espesa o albaricoque. Se cubre con un enrejado hecho de masa, elaborado extendiéndola en tiras muy finas que se disponen cruzándolas sobre la confitura. La masa se pinta con clara de huevo batida ligeramente, se hornea, y a veces se decora con almendra fileteada.
La tarta Linzer es un clásico en las fiestas austriacas, húngaras, suizas y alemanas, tomada a menudo en Navidad. A menudo se elabora en tamaño pequeño, de tartaleta.

## Historia
La tarta Linzer, nombrada por la ciudad austriaca de Linz es una receta antigua. Durante mucho tiempo se pensó que su receta más antigua era una de 1696 conservada en la Vienna Stadt- und Landesbibliothek. Sin embargo, en 2005 Waltraud Faißner, el director de la biblioteca del Landesmuseum de la Alta Austria y autor del libro Wie mann die Linzer Dortten macht (‘Cómo hacer la tarta Linzer’) encontró una receta aún más antigua en el Codex 35/31 de 1653 en el archivo de la Abadía de Admont.
Johann Konrad Vogel (1796–1883) inició la producción en masa de la tarta, haciéndola famosa en todo el mundo.